# The Gathering Wilderness
The Gathering Wilderness – piąty album studyjny irlandzkiego zespołu black metalowego Primordial. Wydawnictwo ukazało się 7 lutego 2005 roku nakładem wytwórni muzycznej Metal Blade Records.

## Lista utworów
Opracowano na podstawie materiału źródłowego.
1. "The Golden Spiral" (sł. A.A. Nemtheanga, muz. Primordial) - 08:03
2. "The Gathering Wilderness" (sł. A.A. Nemtheanga, muz. Primordial) - 09:13
3. "The Song of the Tomb" (sł. A.A. Nemtheanga, muz. Primordial) - 07:57
4. "End of All Times (Martyrs Fire)" (sł. A.A. Nemtheanga, muz. Primordial) - 07:43
5. "The Coffin Ships" (sł. A.A. Nemtheanga, muz. Primordial) - 09:58
6. "Tragedy's Birth" (sł. A.A. Nemtheanga, muz. Primordial) - 08:32
7. "Cities Carved in Stone" (sł. A.A. Nemtheanga, muz. Primordial) - 08:07